# Церковь Святой Марии Драперис
Церковь Святой Марии Драперис (тур. Meryem Ana Draperis Latin Katolik Kilisesi, итал. Chiesa di Santa Maria Draperis) — римско-католическая церковь в Стамбуле. Основанная в 1584 году, церковь является одним из старейших римско-католических приходов Стамбула.

## Расположение
Здание находится в Стамбуле, в районе Бейоглу, на улице İstiklâl Caddesi, 431 (бывшая улица Grande Rue de Pera), у подножия крутой лестницы, которая защищена художественной оградой.

## История
В 1453 году, за несколько месяцев до османского завоевания Константинополя, францисканские монахи завершили строительство церкви Святого Антония Кипарисового (итал. Sant'Antonio dei Cipressi) в Сиркеджи (центр венецианских купцов в Константинополе в то время), на южном берегу Золотого Рога, но вскоре после завоевания они были вынуждены отказаться от неё. После нескольких странствий, в 1584 году, они переехали в Галату, где левантинка Клара Мария Драперис (итал. Clara Maria Draperis) передала им дом с небольшой часовней. Алтарь часовни был украшен деревянной  иконой Девы Марии. Часовня полностью сгорела в 1660 году, но икона была спасена благодаря членам семьи Драперис. В случае полного разрушения в результате пожара османское законодательство предусматривало возврат земли государству. По этой причине, чтобы восстановить церковь, монахи должны были сначала попросить султанский фирман, позволяющий реконструкцию; но в отсутствие этого только что восстановленная церковь была снесена в 1663 году османским правительством.
Монахи покинули этот район и поселились у подножия Пера (сейчас — район Бейоглу), в месте под названием Дёртйол (тур. Dörtyol). Они построили в 1678 году новую церковь, которая сгорела в 1697 году, была восстановлена и вновь разрушена сильным землетрясением 1727 года. Возведённое ещё раз, здание сгорело в третий раз в 1767 году и было окончательно перестроено в пятый раз в 1769 году. После каждой катастрофы икона Богородицы всегда сохранялась и по сей день украшает главный алтарь.
Наряду с церквями Святого Антония Падуанского и Святых Петра и Павла, церковь Святой Марии была одной из трёх римских католических приходов в левантинском квартале Константинополя. В XIX веке она стала одной из самых престижных католических церквей в городе. В 1803 году её приход состоял из 470 левантинцев, а также несколько арабских католиков из Алеппо и армяно-католиков.

## Архитектура и интерьер
Вход в церковь, к которому можно спуститься с улицы Истикляль по лестничному пролёту, выполнен в неоклассическом стиле и украшен статуей Девы Марии в эдикуле. Здание имеет прямоугольную планировку с тремя нефами и покрыто сводом, украшенным в 1874 году. У церкви есть квадратная в плане колокольня, которая не видна с улицы. Величественный главный алтарь, воздвигнутый в 1772 году, изготовлен из розового каррарского мрамора и украшен иконой, пожертвованной Марией Драперис.
Церковь украшают четыре картины, три из которых венецианской школы. Первая, расположенная на правой стороне при входе в церковь, написана в 1873 году и изображает Непорочное зачатие Девы Марии и двух францисканских святых. Вторая картина представляет собой Франциска Ассизского, получающего стигматы в Ла Верне. Слева от пресвитерия — картина, изображающая смерть Святого Иосифа и помогающих ему Иисуса и Марию; а другая, рядом со входом, изображает Святого Роха — защитника от чумы и болезней, поражавших Стамбул несколько раз в прошлом. Богослужение Крестного пути (лат. Via Crucis), статуя Антония Падуанского и фрески в баптистерии относятся к 1959 году и являются работами францисканца Альберто Фарины (итал. Alberto Farina).
Два витража на апсидах представляют собой Немецкую витражную школу и изображают Святого Франциска и Клару Ассизскую. Внутри церкви находится несколько именных надгробий XVIII и XIX веков (большинство из них на итальянском языке и латыни) богатых левантинских семей, благотворителей храма, епископов и консулов европейских стран в Константинополе.